# Bundesstraße 206
Bundesstraße 206, på dansk "Hovedvej 206", er en hovedvej i det nordlige Tyskland. Vejen løber gennem Slesvig-Holsten og er ca. 85 km lang. 